# أسد الكهوف الأوروبي
أسد الكهوف (الاسم العلمي: Panthera leo spelaea) هي الأسود التي عاشت في العصر الجليدي في المناطق الشمالية من آسيا، ومعظم أجزاء أوروبا
وكان حجمها أكبر من حجم الأسد المعروف وقد عثر على بعض عظام هذا الأسد داخل كهوف في أوروبا.

## غذاؤه

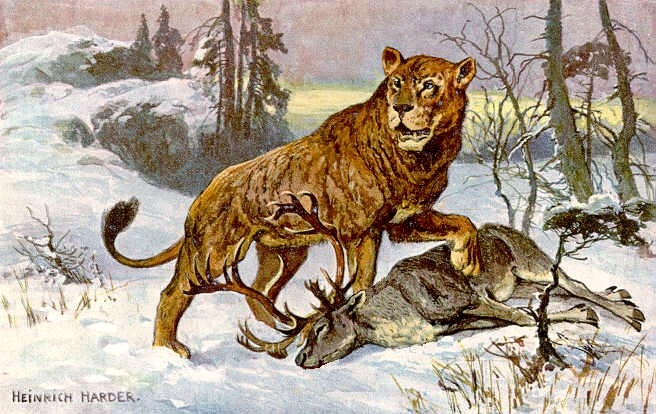
أسد الكهوف مع رنة، رسم هاينريش هاردر

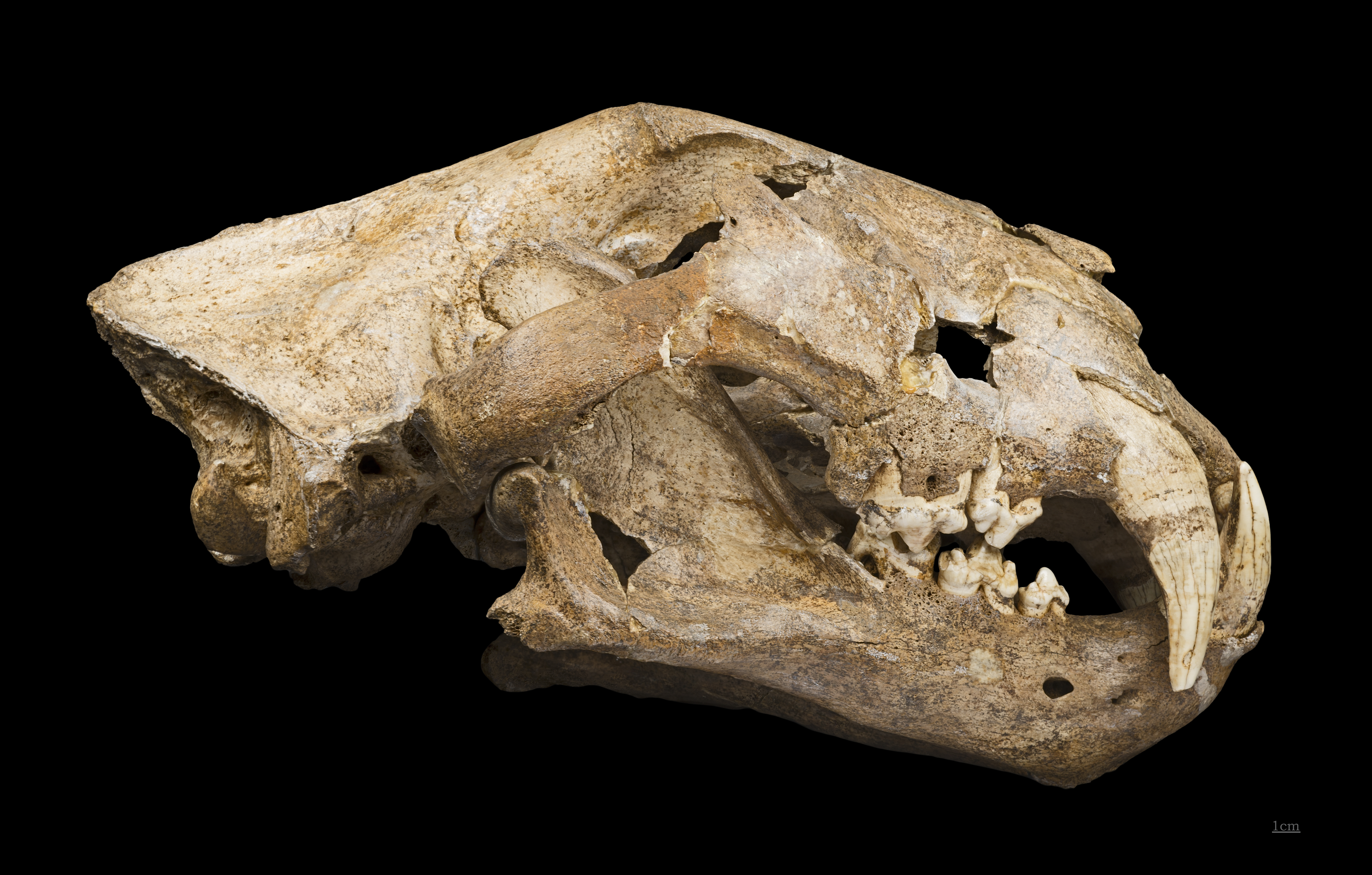
Panthera leo spelaea

كان أسد الكهوف يتغذى على الغزلان والثيران الضخمة التي كانت تعيش في ذاك الزمن.

## سبب انقراضه
يعقد العلماء أن سبب انقراض أسود الكهوف هو تغير المناخ الذي حصل قبل 12000 سنه تقريبا، حيث سادت الأرض موجه برد شديده أدت إلى موت العديد من الأنواع ثم سادت الأرض موجه مناخ شديدة الدفء بعد ذلك بعدة آلاف من السنين، مما أدى إلى تحول بعض المساحات كثيرة العشب إلى صحاري، فلم تجد الحيونات النباتية الغذاء وماتت فأدى إلى موت أسد الكهوف لأن آكلات الأعشاب تعتبر مصدر أساسي لها.

## وصلات خارجية
- Prehistoric cats and prehistoric cat-like creatures, from the Messybeast Cat Resource Archive.
- American lion, by C. R. Harrington, from Yukon Beringia Interpretative Center.
- The mammoth and the flood, volume 5, chapter 1, by Hans Krause.
- Hoyle and cavetigers, from the Dinosaur Mailing List. (Groiss)
- The Interaction of the European Cave Lion and Primitive Humans